# Oddvar
Oddvar  è un nome proprio di persona norvegese maschile.

## Origine e diffusione
Secondo alcune fonti si tratta di un nome moderno, mentre altre lo riconducono al nome norreno Oddvarr; alla base è l'elemento norreno oddr ("lancia", "punta [di spada]") combinato con var ("guerra") oppure con varr ("vigile", "cauto").

## Persone
- Oddvar Brå, fondista norvegese
- Oddvar Hansen, calciatore e allenatore di calcio norvegese
- Oddvar Kristensen, calciatore norvegese
- Oddvar Kruge, calciatore norvegese
- Oddvar Richardsen, calciatore norvegese
- Oddvar Rønnestad, sciatore alpino norvegese
- Oddvar Træen, calciatore norvegese